# Eliminatoria al Campeonato Africano Sub-20 de 2015
La Eliminatoria al Campeonato Africano Sub-20 de 2015 fue la fase de clasificación que disputaron las selecciones juveniles de África para clasificar a la fase final del torneo que se disputó en Senegal, la cual otorgaba 4 plazas para la Copa Mundial de Fútbol Sub-20 de 2015 a celebrarse en Nueva Zelanda.
Participaron 43 selecciones que disputaron tres rondas de eliminación directa ida y vuelta que definieron a los 7 clasificados a la fase final del torneo junto al anfitrión Senegal.

## Primera ronda
| Equipo 1        | Agr.        | Equipo 2          | Ida | Vuelta |
| --------------- | ----------- | ----------------- | --- | ------ |
| Mozambique      | 4–2         | Namibia           | 2–1 | 2–1    |
| Malaui          | 3–2         | Botsuana          | 1–1 | 2–1    |
| Suazilandia     | 2–4         | Lesoto            | 0–3 | 2–1    |
| Kenia           | 0–0 (3–4 p) | Tanzania          | 0–0 | 0–0    |
| Seychelles      | 0–5         | Etiopía           | 0–2 | 0–3    |
| Yibuti          | 1–2         | Burundi           | 1–1 | 0–1    |
| Sudán del Sur   | w/o         | Ruanda            | —   | —      |
| Sierra Leona    | 2–0         | Guinea            | 1–0 | 1–0    |
| Somalia         | 0–6         | Sudán             | —   | 0–6    |
| Níger           | 2–2 (5–6 p) | Congo             | 2–0 | 0–2    |
| Liberia         | awd.        | Gambia            | 0–1 | —      |
| Costa de Marfil | w/o         | Guinea-Bisáu      | —   | —      |
| Chad            | 0–4         | Libia             | 0–1 | 0–3    |
| Túnez           | 6–1         | Mauritania        | 3–0 | 3–1    |
| Togo            | w/o         | Guinea Ecuatorial | —   | —      |

Notas
1. ↑  Sudán del Sur abandonó el torneo.
2. ↑  La serie se jugó a partido único en Sudán.
3. ↑  Gambia fue descalificado luego de que pusieran en el campo a 5 jugadores con más de 20 años de edad (Sampierre Mendy, Buba Sanneh, Bubacarr Trawally, Saloum Fall y Ali Sowe) en el partido de ida.
4. ↑  Guinea-Bissau abandonó el torneo.
5. ↑  Guinea Ecuatorial abandonó el torneo.

## Segunda ronda
| Equipo 1     | Agr.        | Equipo 2        | Ida | Vuelta |
| ------------ | ----------- | --------------- | --- | ------ |
| Mozambique   | 0–4         | Zambia          | 0–2 | 0–2    |
| Malaui       | 3–1         | RD Congo        | 1–1 | 2–0    |
| Lesoto       | 4–1         | Angola          | 3–1 | 1–0    |
| Tanzania     | 1–6         | Nigeria         | 0–2 | 1–4    |
| Etiopía      | 0–3         | Sudáfrica       | 0–2 | 0–1    |
| Burundi      | 1–2         | Camerún         | 0–1 | 1–1    |
| Ruanda       | 0–1         | Gabón           | 0–0 | 0–1    |
| Sierra Leona | 1–4         | Ghana           | 0–2 | 1–2    |
| Sudán        | 0–5         | Egipto          | 0–3 | 0–2    |
| Congo        | 3–3 (3–2 p) | Benín           | 2–1 | 1–2    |
| Liberia      | 1–2         | Costa de Marfil | 1–0 | 0–2    |
| Libia        | 4–2         | Túnez           | 1–1 | 3–1    |
| Togo         | 4–4 (a)     | Marruecos       | 0–2 | 4–2    |
| Burkina Faso | 2–3         | Malí            | 0–3 | 2–0    |

## Tercera ronda
| Equipo 1 | Agr. | Equipo 2        | Ida | Vuelta |
| -------- | ---- | --------------- | --- | ------ |
| Malaui   | 1–3  | Zambia          | 1–2 | 0–1    |
| Nigeria  | w/o  | Lesoto          | —   | —      |
| Camerún  | 2–3  | Sudáfrica       | 1–1 | 1–2    |
| Ghana    | 4–1  | Gabón           | 0–0 | 4–1    |
| Congo    | 3–2  | Egipto          | 2–0 | 1–2    |
| Libia    | 3–4  | Costa de Marfil | 2–1 | 1–3    |
| Malí     | 2–1  | Togo            | 2–0 | 0–1    |

Notas
1. ↑  Lesoto se negó a viajar a Nigeria por riesgos sobre el virus del Ébola.

## Clasificados al Campeonato Africano Sub-20
| - Congo - Ghana - Costa de Marfil - Malí | - Nigeria - Senegal (hosts) - Sudáfrica - Zambia |